# Schaduwkabinet-Den Uyl

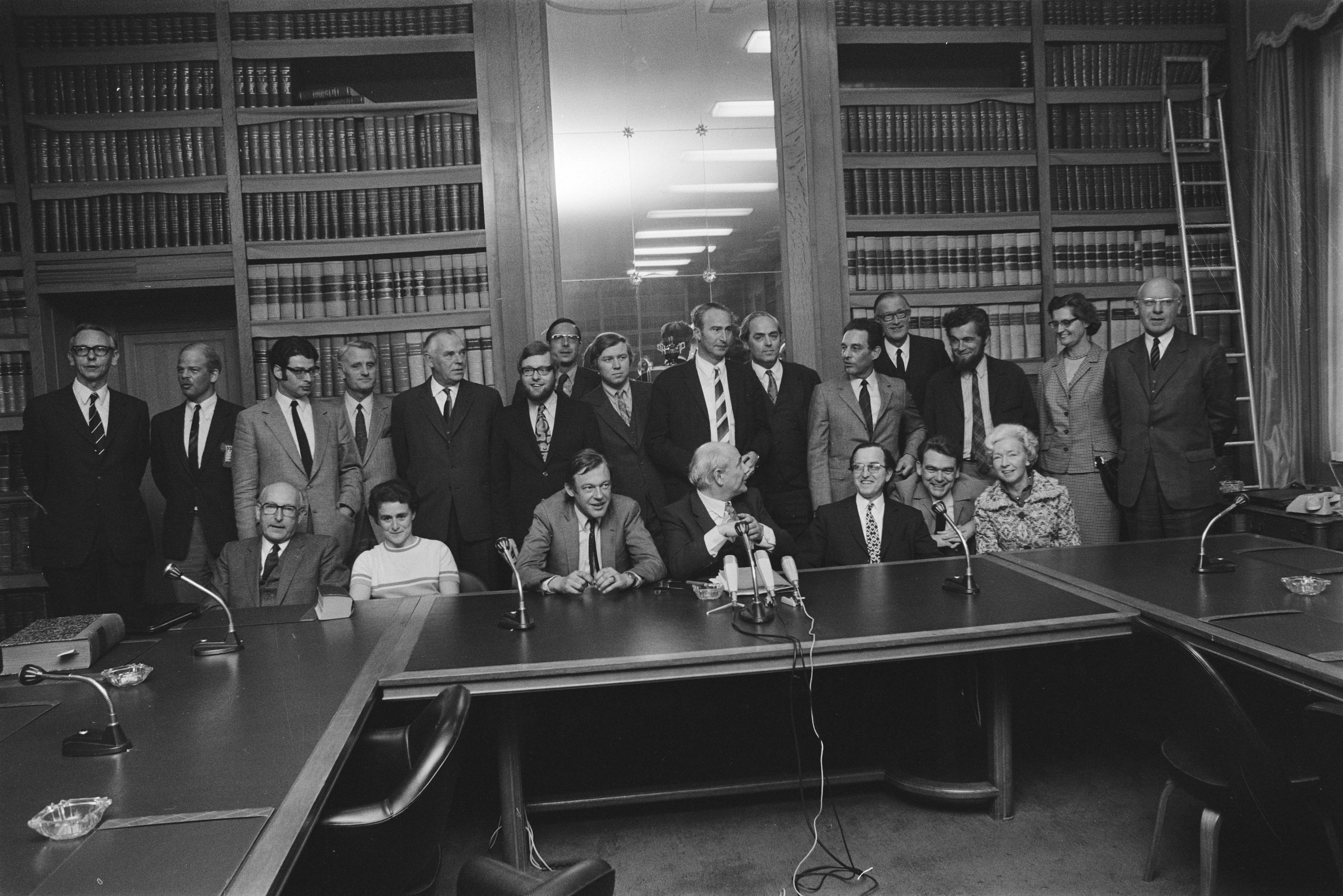
Het schaduwkabinet-Den Uyl 1971

In Nederland werd op 16 april 1971 in de aanloop naar de Tweede Kamerverkiezingen van 1971 het schaduwkabinet-Den Uyl gevormd door vertegenwoordigers van de PvdA, D'66 en PPR. Na de verkiezingen werd het op 2 juli 1971 ontbonden.
Het idee om voor de verkiezingen een schaduwkabinet naar Brits model samen te stellen, waarbij politici van de oppositie een alternatieve ministerraad vormen, was afkomstig van PvdA-politicus Ed van Thijn. Deze uiting van progressieve samenwerking in Nederland in de jaren zeventig gold alleen tijdens de verkiezingscampagne. Toen op 6 juli 1971 het kabinet-Biesheuvel I aantrad, waarin de progressieve partijen niet vertegenwoordigd waren, formeerden de oppositiepartijen geen schaduwkabinet naar het voorbeeld van het Britse Lagerhuis.  
Ook voor de Tweede Kamerverkiezingen van 1972 vormden de drie partijen een schaduwkabinet. Ook hiervan was de duur beperkt tot de verkiezingscampagne. Het bestond uit 16 posten (10 voor de PvdA, 4 voor D'66 en 2 voor de PPR), die werden ingenomen door:

## Schaduwministers en -staatssecretarissen
| Personen                                                    | Personen                         | Personen                                         | Schaduwministers / Portefeuille / Ministerie    | Schaduwministers / Portefeuille / Ministerie                                                         | Functie op dat moment                                             | Partij |
| ----------------------------------------------------------- | -------------------------------- | ------------------------------------------------ | ----------------------------------------------- | --- | ----------------------------------------------------------------- | ------ |
|                                                             | J.M. (Joop) den Uyl              | drs. J.M. (Joop) den Uyl (1919–1987)             | Minister-president / Minister                   | Algemene Zaken                                                                                       | Partijleider van de PvdA                                          | PvdA   |
| Fractievoorzitter Tweede Kamer                              | J.M. (Joop) den Uyl              | drs. J.M. (Joop) den Uyl (1919–1987)             | Minister-president / Minister                   | Algemene Zaken                                                                                       |                                                                   | PvdA   |
|                                                             | Hans van Mierlo                  | mr. H.A.F.M.O. (Hans) van Mierlo (1931–2010)     | Vicepremier                                     | Binnenlandse Zaken                                                                                   | Partijleider van D'66                                             | D'66   |
| Minister voor Grondwetszaken                                | Hans van Mierlo                  | mr. H.A.F.M.O. (Hans) van Mierlo (1931–2010)     | Fractievoorzitter Tweede Kamer                  | Binnenlandse Zaken                                                                                   |                                                                   | D'66   |
|                                                             | Jacques Aarden                   | drs. J.M. (Jacques) Aarden (1914–1997)           | Vicepremier                                     | Binnenlandse Zaken                                                                                   | Partijleider van de PPR                                           | PPR    |
| Minister                                                    | Jacques Aarden                   | drs. J.M. (Jacques) Aarden (1914–1997)           | Fractievoorzitter Tweede Kamer                  | Binnenlandse Zaken                                                                                   |                                                                   | PPR    |
|                                                             | M. (Max) van der Stoel           | mr. M. (Max) van der Stoel (1924–2011)           | Minister                                        | Buitenlandse Zaken                                                                                   | Tweede Kamerlid                                                   | PvdA   |
|                                                             | Rob van den Bergh                | mr. R. (Rob) van den Bergh (1913–1997)           | Minister                                        | Financiën                                                                                            | Tweede Kamerlid                                                   | PvdA   |
|                                                             | Anneke Goudsmit                  | mr. A.M. (Anneke) Goudsmit (1933)                | Minister                                        | Justitie                                                                                             | Tweede Kamerlid                                                   | D'66   |
|                                                             | Cees de Galan                    | dr. C. (Cees) de Galan (1932–1987)               | Minister                                        | Economische Zaken                                                                                    | Hoogleraar Economie Rijksuniversiteit Groningen                   | PvdA   |
|                                                             | J.A.W. (Jaap) Burger             | mr. J.A.W. (Jaap) Burger (1904–1986)             | Minister                                        | Defensie                                                                                             | Lid Raad van State                                                | PvdA   |
|                                                             | W. (Wiebe) Draijer               | ir. W. (Wiebe) Draijer (1924–2007)               | Minister                                        | Volksgezondheid en Milieuhygiëne                                                                     | Hoogleraar Werktuigbouwkunde Universiteit Twente                  | D'66   |
|                                                             | Th.J.A.M. (Theo) van Lier        | mr. Th.J.A.M. (Theo) van Lier (1916–1992)        | Minister                                        | Sociale Zaken                                                                                        | Tweede Kamerlid                                                   | PvdA   |
|                                                             | A. (Anne) Vondeling              | dr.ir. A. (Anne) Vondeling (1916–1979)           | Minister                                        | Onderwijs en Wetenschappen                                                                           | Tweede Kamerlid                                                   | PvdA   |
|                                                             | E. (Ed) van Thijn                | drs. E. (Ed) van Thijn (1934-2021)               | Minister                                        | Verkeer en Waterstaat                                                                                | Tweede Kamerlid                                                   | PvdA   |
|                                                             | H. (Henk) Vredeling              | ir. H. (Henk) Vredeling (1924–2007)              | Minister                                        | Landbouw en Visserij                                                                                 | Tweede Kamerlid                                                   | PvdA   |
|                                                             | J. (Hans) van den Doel           | dr. J. (Hans) van den Doel (1937–2012)           | Minister                                        | Volkshuisvesting en Ruimtelijke Ordening                                                             | Tweede Kamerlid                                                   | PvdA   |
|                                                             | M.G. (Max) Rood                  | mr.dr. M.G. (Max) Rood (1927–2001)               | Minister                                        | Cultuur, Recreatie en Maatschappelijk Werk                                                           | Hoogleraar Sociaal Recht Universiteit Leiden                      | D'66   |
|                                                             | B. (Bas) de Gaay Fortman         | mr.dr. B. (Bas) de Gaay Fortman (1937)           | Minister                                        | • Ontwikkelingssamenwerking (Buitenlandse Zaken)                                                     | Universitair Economisch Hoofddocent University of Zambia          | PPR    |
|                                                             |                                  |                                                  | Staatssecretarissen / Portefeuille / Ministerie | Staatssecretarissen / Portefeuille / Ministerie                                                      | Functie op dat moment                                             | Partij |
|                                                             | L.J. (Laurens Jan) Brinkhorst    | mr. L.J. (Laurens Jan) Brinkhorst (1937)         | Staatssecretaris                                | • Europese Zaken (Buitenlandse Zaken)                                                                | Hoogleraar Europees Recht Rijksuniversiteit Groningen             | D'66   |
|                                                             | I. (Irene) Vorrink               | mr. I. (Irene) Vorrink (1918–1996)               | Staatssecretaris                                | • Sociale Zekerheid • Armoedebeleid • Bijstandszaken • Emancipatiebeleid (Sociale Zaken)             | Eerste Kamerlid                                                   | PvdA   |
|                                                             | J.C.Th. (Jaap) van der Doef      | J.C.Th. (Jaap) van der Doef (1934–2025)          | Staatssecretaris                                | • Arbeidsomstandigheden • Ouderenbeleid • Gehandicaptenbeleid (Sociale Zaken)                        | Vakbondsbestuurder                                                | PvdA   |
|                                                             | A.P. (Tineke) Schilthuis         | mr. A.P. (Tineke) Schilthuis (1921–2013)         | Staatssecretaris                                | • Wegverkeer • Openbaar Vervoer • Spoorwegen • Scheepvaart • PTT (Verkeer en Waterstaat)             | Tweede Kamerlid                                                   | PvdA   |
|                                                             | M.P.A. (Marcel) van Dam          | drs. M.P.A. (Marcel) van Dam (1938)              | Staatssecretaris                                | • Volkshuisvesting • Stadsvernieuwing • Woningcorporaties (Volkshuisvesting en Ruimtelijke Ordening) | Televisiepresentator                                              | PvdA   |
|                                                             | R. Hajer                         | drs. R. (Rob) Hajer (1929-2021)                  | Staatssecretaris                                | • Vorming • Werkende jongeren (Onderwijs en Wetenschappen)                                           | Directeur Nederlands Centrum voor Volksontwikkeling (NCVO)        | PvdA   |
|                                                             | Wim van Zijll                    | drs. W. (Wim) van Zijll (1916-2011)              | Staatssecretaris                                | • CRM • Sport (Cultuur, Recreatie en Maatschappelijk Werk)                                           | Algemeen secretaris Nederlandse Sport Federatie                   | D'66   |
|                                                             | C. (Carel) van Lookeren Campagne | mr. C. (Carel) van Lookeren Campagne (1925-2017) | Staatssecretaris                                | • Defensiematerieel (Defensie)                                                                       | Kapitein Koninklijke Marine Reserve Topfunctionaris Douwe Egberts | D'66   |
| Bron: Het alternatieve kabinet in 1971 Parlement & Politiek |                                  |                                                  |                                                 | |                                                                   |        |

Na de verkiezingen leidde de kabinetsformatie 1972-1973 tot de vorming van het kabinet-Den Uyl, met bewindspersonen van de drie progressieve partijen, maar ook van KVP en ARP. Van het concept "schaduwkabinet" is daarna noch in verkiezingstijd noch in de dagelijkse politiek ooit nog gebruikgemaakt.   